# Стеченко Людмила Олександрівна
Людми́ла Олекса́ндрівна Стече́нко (*1943, м. Тараща, Київської області
) — вчений-медик, доктор біологічних наук, професор кафедри гістології та ембріології Національного медичного університету імені Богомольця та голова лабораторії електронної мікроскопії того ж університету.

## Творчий шлях
Людмила Олександрівна Стеченко народилась в 1943-му році в місті Тараща Київської області.
В 1960-му році вступає на біологічний факультет Київського національного університету імені Тараса Шевченка. В студентські роки зацікавилася електронною мікроскопією, проходячи практику в Інституті мікробіології та вірусології імені Зоболотного НАН України України.
Починаючи з 1968-го року, творчий шлях Людмили Олександрівни нерозривно пов'язаний з лабораторією електронної мікроскопії Національного медичного університету імені Олександра Богомольця.
В 1970-му році пройшла курси з виготовлення ультра тонких зрізів. В тому ж році, лабораторія, в якій працює Людмила Олександрівна, закупила пристойне іноземне електронно-мікроскопне обладнання.
В 1974-му році, під керівництвом професорів В. І. Малюка та О. П. Кисельової, захистила кандидатську дисертацію на тему «Ультраструктура ендотелія кровоносних капілярів міокарду при вроджених та набутих пороках серця». В дисертації, вперше в науковій літературі, описані морфологічні особливості формування декомпенсації міокарда при вадах серця.
В 1990-му році, під керівництвом професорів К. С. Кабака та В. І. Малюка, Людмила Олександрівна захистила докторську дисертацію на тему «Ендотелій кровоносних капілярів хребетних (ультраструктурний аналіз)».
З 1991-го року Людмила Олександрівна очолює лабораторію електронної мікроскопії Національного медичного університету імені Олександра Богомольця, а з 2000-го стає професором кафедри гістології та ембріології та головним науковим співробітником відділу ультраструктурного аналізу та морфометрії науково-дослідного центру того ж університету.
Велику увагу приділяє Людмила Олександрівна вивченню дії на організми радіаційного випромінювання. Цим питанням вона присвятила 3 монографії, в яких проведена комплексна верифікація нових клітинних моделей in vivo:
- «Радіація, серце та лазер» (1996);
- «Радіочутливість та мембрани лімфоцитів» (2001);
- «Структура органів імунної системи після дії малих доз іонізуючого випромінювання» (2008).

Крім того в 2008-му році виходить її монографія присвячена морфо-функціональному страну при дефіциті гормонів щитоподібної залози:
- «Серце при гіпотеріозі» (2008).

Людмила Олександрівна є також автором розділу підручника «Патологічна анатомія» для студентів медиків.
Загалом вчена є автором 289 наукових праць, має 6 патентів на винаходи та 2 раціоналізаторських пропозиції.
Людмила Олександрівна має членство в ряді місцевих та міжнародних медичних організацій.
Під її керівництвом захищено 4 докторських та 7 кандидатських дисертацій.